# Лугове (Дніпровський район)
Лугове́ — село в Україні, у Новопокровській селищній громаді Дніпровського району Дніпропетровської області. Населення складає близько 800 осіб.

## Географія
Село Лугове розташоване за 82 км від обласного центру, за 5 км від лівого берега річки Комишувата Сура, за 1 км від села Петриківка, за 16 км від адміністративного центру громади і за 12 км від залізничної станції Незабудине на лінії Апостолове — Нижньодніпровськ-Вузол. У селі бере початок Балка Широка з загатою.

## Історія
Село виникло на колишньому запорозькому зимівнику наприкінці XVIII століття, після ліквідації царським урядом Запорозької Січі. Тут поселилася група запорозьких козаків. До 1812 року також мав назву Лугові (Луковські) хутори.
1812 року Лугові (Луговські) хутори перейменовано на Олександрополь на честь російського імператора Олександра І.
На території Лугового за часів УРСР знаходилася центральна садиба колгоспу імені Богдана Хмельницького, за яким закріплено 8024 га сільськогосподарських угідь, у тому числі 7419 га орних земель. Розвинені рільництво і м'ясо-молочне тваринництво.
У 1918 році в Луговому був організований повстансько-партизанський загін у кількості 100 осіб, що боровся проти австро-німецьких військ. Очолили його брати Тимофій і Михайло Ільченко. Загін нападав на ворожі гарнізони і обози.
У 1929 році в Луговому організований колгосп «Нова сім'я». У 1938 році він був перейменований у «Комуніст». У 1939—1940 роках колгосп й Олександропольске МТС створене у 1932 році, були учасниками Всесоюзної сільськогосподарської виставки.
У роки Другої світової війни в селі діяла підпільна патріотична група на чолі з головою колгоспу О. К. Холодним. Група мала радіоприймач, поширювала зведення Радінформбюро, проводила агітаційно-масову роботу серед населення. У вересні 1941 року гітлерівці вистежили підпільників, заарештували і розстріляли їх разом з сім'ями.
1989 року за переписом тут мешкало приблизно 940 осіб. Відповідно з переписом населення 2001 року — 910 осіб.
До 2020 року адміністративний центр Лугівської сільської ради, до якої були підпорядковані населені пункти:  Бутовичівка, Віленка, Гаркушине, Долинське, Кринички, Михайлівка, Новоандріївка, Петриківка й Тихе.
12 червня 2020 року, відповідно до розпорядження Кабінету Міністрів України № 709-р «Про визначення адміністративних центрів та затвердження територій територіальних громад Дніпропетровської області», Лугівська сільська рада об'єднана з Новопокровською селищною громадою.
17 липня 2020 року, в результаті адміністративно-територіальної реформи та ліквідації Солонянського району, село увійшло до складу Дніпровського району.
19 вересня 2024 року Верховна Рада підтримала перейменування села Олександропіль на Лугове. 26 вересня 2024 року перейменування набуло чинності.

## Населення

### Мова
Розподіл населення за рідною мовою за даними перепису 2001 року:
| Мова                | Відсоток |
| ------------------- | -------- |
| українська          | 97,7 %   |
| російська           | 1,5 %    |
| інші/не визначилися | 0,8 %    |

## Історія освіти в селі
Лугівська школа була заснована у 1893 році. Спочатку це була трьохкласна церковно-приходська школа, збудована земством і розташовувалась у трьох корпусах. За тривалий час існування вона зазнавала декілька реорганізацій та реформ.
У 1930-х роках реорганізована у  семирічку, а по закінченню німецько-радянської війни — у середню (перший випуск десятикласників був у 1954 році). У 1974 році були добудовані корпуси та плац біля школи. У 1980 році збудована їдальня. У 1992 році побудована нова двоповерхова будівля школи. В старому приміщенні навчаються учні молодших класів та розміщений дитячий дошкільний навчальний заклад.
Школа завжди була осередком освіти, культури та духовності в селі. Вчителі у різні часи проводили велику просвітницьку роботу серед населення, несли свої знання і культуру селянам, виховували високу моральність, утверджували в дітях гуманні початки міжлюдських стосунків.
Історія не зберегла імен тих перших вчителів, які працювали в земській школі, згодом — у Луговській (Олександропільській) трудовій школі (1923), у ШКМ (школі колгоспної молоді (ШМК, 1936). До революції в селі було два вчителя із середньою освітою, а 1937 року — 12 вчителів із середньою освітою, 3 — з вищою освітою. Директором школи семирічки був  Архип Данилович Квасоля.
З початку німецько-радянської війни, жителі села — випускники школи та вчителі пішли на фронт захищати свою Батьківщину.
У селі Луговому Солонянський райком партії залишив підривну групу на чолі з головою колгоспу Анатолієм Кіндратовичем Холодним. До її складу входили молодий директор школи Михайло Андрійович Желудько, хімік за фахом, його дружина Ганна Корніївна Желудько, завуч школи, Андрій Устимович Усатий, інші вчителі школи.
У вересні 1941 року цю групу було викрито. Керівника групи А. К. Холодного, директора школи М. А. Желудька, завуча А. У. Усатого разом із сім'ями розстріляли за селом. А вчителів М. Ф. Канівця та П. С. Сідягу нацисти довго катували і вивезли в невідомому напрямку.
У післявоєнний період школа прийняла голих і холодних дітей, і вчителі зігріли їх своїм теплом, віддали їм не тільки свої знання, а й частину свого серця. Односельці згадують плеяду директорів Лугівської середньої школи:
- Наталія Євдокимівна Дудко;
- Василь Микитович Сиволоб;
- Ілля Іларіонович Онуфрієнко;
- Іван Семенович Кувалдін;
- Віктор Іванович Гаркуша;
- Іван Якович Плохий;
- Григорій Васильович Макрович;
- Григорій Несторович Скаленко;
- Гаврило Леонтійович Гончаров;
- Земська управа (вгорі) 1909 р. Фото внизу - добудовано три класи, з'єднано два корпуси, побудовані у 1898 та 1936 рр.Володимир Іванович Захарченко.

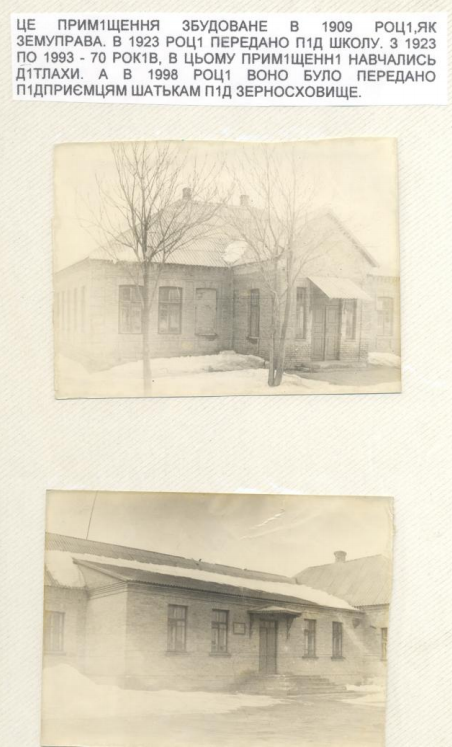
Земська управа (вгорі) 1909 р. Фото внизу - добудовано три класи, з'єднано два корпуси, побудовані у 1898 та 1936 рр.

У 1970-ті роки розширений основний корпус, добудовано дві класні кімнати, заасфальтовано шкільне подвір'я.
У 1993 році завершено будівництво нового двоповерхового корпусу школи. Школа газифікована. У старому приміщенні навчаються учні початкових класів, містяться шкільні майстерні, бібліотека та дитячий дошкільний навчальний заклад. У школі навчаються діти з села Лугового та навколишніх сіл: Петриківка, Тихе, Пропашне, Войкове. Підвіз учнів до школи здійснюється шкільним автобусом.
У школі є 14 навчальних кабінетів, функціонує комп'ютерний клас, у якому налічується 10 комп'ютерів, один вчительський, сервер, два комп'ютера адміністративного користування, які об'єднані у локальну мережу.
В школі працюють 7 гуртків, у яких зайнято 105 учнів.
1893 рік залишається пам'ятним для Лугового — саме цей рік став початком освіти селянських дітей в селі. До цього діти здобували освіту в селі Томаківка. Тоді на околиці села Лугового стояла дяківська хата (збудована, як і церква, 1856 року), яка і відкрила двері для навчання в церковно-приходській школі. Згодом, у 1898 році земство (місцева влада) вирішило збудувати в селі школу.
Школу будувала земська 

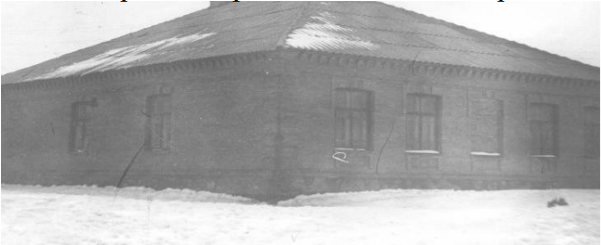
Земська управа (1909), передана під школу (1923), з 1993 року - зерносховище

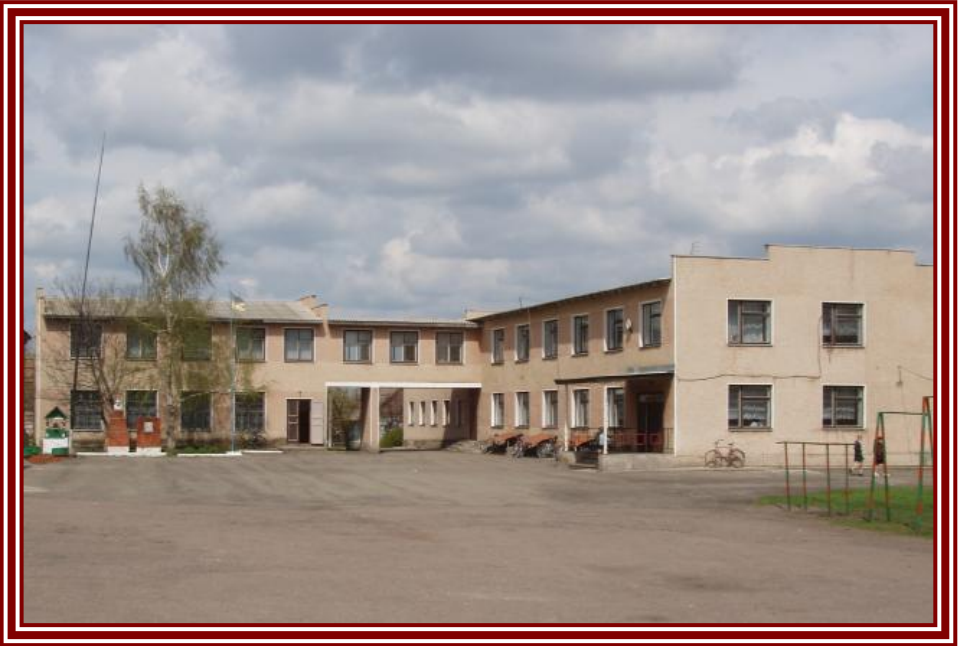
Олександропольська загальноосвітня школа

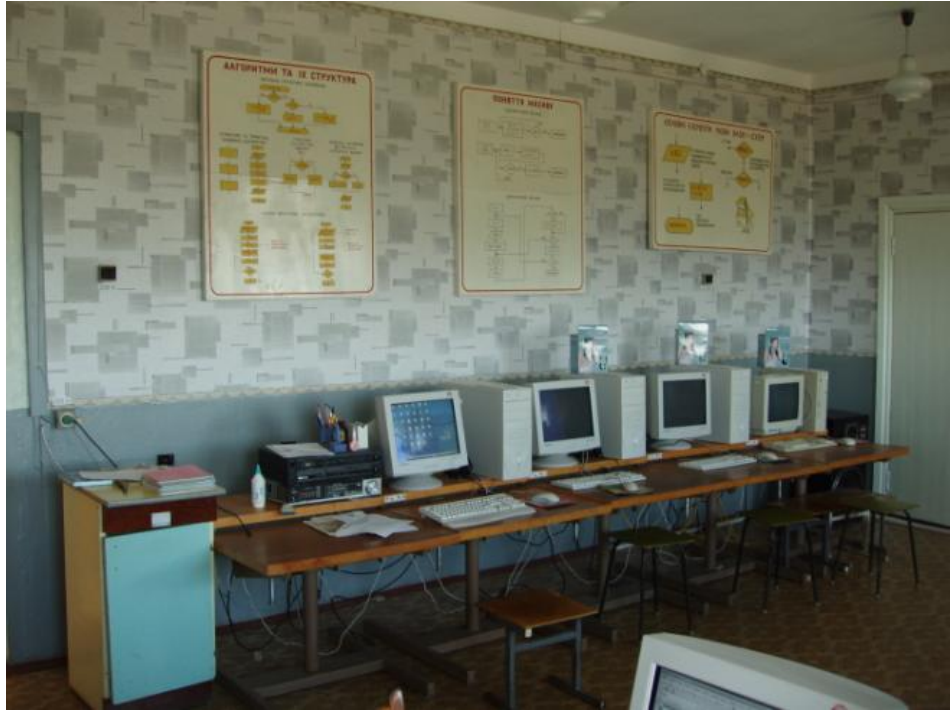
Комп'ютерний клас

управа, а допомагали жителі села. Багато з цих підсобників під час будівництва школи оволоділи професіями будівельників, столярів, мулярів, які потім стали передаватися в сім'ях з покоління в покоління. Це невеличке приміщення стало осередком культури, духовності. Вчителі в різний час проводили велику просвітительську роботу серед населення, несли свої знання і культуру селянам. Головне кредо в їхній роботі-давати міцні, ґрунтовні знання з різних предметів, виховувати високу моральність, утверджувати в дітях гуманні міжлюдські стосунки. Минуло зовсім мало часу, і стіни цієї школи стали тісним для такої кількості учнів, та ще й реформа в освіті. Тому приміщення місцевої влади (земська управа), збудоване у 1909 році, було передане під школу у 1923 році. Так почала діяти Луговська (Олександропільська) трудова школа 1-го ступеня. У 1923 році Луговська і Петриківська трудові школи першого ступеня налічували 10 груп, де навчалося 161 учнів, з них 65 дівчаток. У цьому закладі навчалися діти не лише з села Лугового, а й з інших навколишніх сіл. З чотирирічної школи випускалися цілком підготовлені, освічені учні, які протягом навчання в закладі оволодівали глибокими знаннями основ наук. Учням в школі видавали підручники на початку навчального року, а наприкінці — їх повертали. Книги для школярів були святинею, їх свято берегли. У 1923 році створена група культармійців по ліквідації неписьменності (лікнеп). Ініціаторами створення були А. М. Федоренко та  К. І.Квач. Багато роботи виконали вчителі місцевої школи та члени правління ССТ (сільського споживчого товариства), створеного в 1921 році, по збору пожертвувань серед населення на побудову пам'ятника Кобзареві (Т. І. Дудка, І. К. Демченко, П. С. Сідяга, К. В. Годько тощо). Весною 1926 року пам'ятник Тарасові Шевченку встановлено на території школи. У 1936 році, коли головою місцевого колгоспу імені газети «Комуніст» був Дегтярьов Костянтин Дорофійович, поряд з першим найстарішим корпусом було побудовано ще один корпус. Так почала працювати ШКМ (школа колгоспної молоді), школа — семирічка. Суттєву допомогу в обладнанні приміщень та благоустрою території закладу надали батьки, учні та педагогічний колектив. Адміністрація школи, вчителі та технічний персонал доклали чимало зусиль, щоб створити умови для здійснення навчально-виховного процесу. До революції в селі було два вчителі із середньою освітою. У 1937 році із середньою освітою — 12, з вищою — 3 вчителя. З початку німецько-радянської війни, жителі села — вчителі та випускники школи пішли на фронт захищати свою Батьківщину. У селі Луговому Солонянський райком партії залишив підривну групу на чолі з головою колгоспу Андрієм Кіндратовичем Холодним для боротьби з нацистськими окупантами. Ця група, у яку входили і вчителі, організувала саботаж, вела пропагандистську роботу, поширювала зведення Радінформбюро про становище на фронтах, вселяла у людей віру в неминучу поразку нацистської Німеччини. У вересні 1941 року цю групу було викрито, найактивніших її членів розстріляно. Завуча школи, вчителя української мови та літератури Андрія Устимовича Усатого нацисти заставили викопати собі яму і потім над нею його розстріляли. Частина учасників підривної групи разом з багатьма іншими жителями була вивезена до Німеччини на роботу, а вчителів М. Ф. Канівця та П. С.Сідагу  нацисти тривалий час катували і вивезли у невідомому напрямку. У приміщенні школи під час війни було розташовано німецький госпіталь. Під час війни, на пустирищі, (згарище церкви), посаджено парк, куди від школи перенесено пам'ятник Тарасові Шевченку. Цей парк був призначений для поховання померлих німецьких солдат. З 1943 року в приміщенні школи розташовувався радянський госпіталь. Після війни школа прийняла до себе знедолених, голих і голодних дітей, вчителі зігрівали їх своїм теплом, ласкою, віддавали їм не тільки свої знання, а й частину свого серця. З 1952 року — це школа -десятирічка. Перший післявоєнний, вже десятирічний випуск (2 класи) відбувся у 1954 році. Хорошими людьми стали ці випускники, вони часто збираються на зустріч з школою, однокласниками, вчителями. По всіх куточках колишнього Союзу розкидані випускники школи. На різних ділянках вони трудяться і в районі. Розпочався приріст населення, тому виникла необхідність у добудові приміщення. Під час добудови було використано кошти бюджету колгоспу імені Богдана Хмельницького, головою якого був Микола Сергійович Скрипник. Шефи, адміністрація, батьки, педагогічний та учнівський колективи школи доклали всіх зусиль, щоб з 1 вересня 1975 року ввести в експлуатацію добудову трьох класів — з'єднання першого, побудованого в 1898 р. та третього, побудованого в 1936 р. корпусів. За рішенням зборів від 6 лютого 1991 року, весною 1991 року розпочалося будівництво двоповерхової школи.
10 січня 1993 року в селі Луговому відбулося грандіозне свято-відкриття двоповерхової школи, яка потопає в зелені, квітах та дитячих посмішках. Це свято збігається з 100-річчям освіти в селі. З 1999/2000 навчального року у будівлі Луговської середньої школи діє школа-садок.

## Археологія
У 1856 році, поблизу села, розкопано великий курган Довга могила з кам'яною гробницею епохи пізньої бронзи (кінець II — початок I тисячоліття до Р. Х.).
У 1852—1856 роках досліджувався курган Лугова могила (поширеніша назва серед археологів та офіційної літератури — Олександропільський курган) із похованням скіфського царя (III століття до Р. Х.). Тут виявлені золоті і срібні високохудожні прикраси, парадна зброя, рідкісне зображення шанованої скіфами змієногою богині, дочки Борисфену (Дніпра). У кургані знайдено останки поховання рабів, а також коней у дорогоцінної збруї з срібними і бронзовими прикрасами. Цим було покладено початок вивченню скіфських старожитностей краю.

## Інфраструктура
У середній школі села 13 учителів навчають 253 учні. Є будинок культури з залом на 360 місць, дві бібліотеки, книжковий фонд яких становить 12 тис. примірників. Є дільнична лікарня на 50 ліжок, аптека. Медичну допомогу населенню надають 18 осіб, у тому числі три лікарі. Відкрито дитячий комбінат на 50 місць. Працюють шість магазинів, комбінат побутового обслуговування, поштове відділення, АТС.

## Пам'ятки
На території Лугового споруджені пам'ятники воїнам-визволителям та воїнам-односельцям, полеглим смертю хоробрих у роки Другої світової війни. У центрі села споруджено обеліск на честь Героя Радянського Союзу В. Ф. Тюріна, який загинув при звільненні населеного пункту від гітлерівських загарбників. Іменем героя названа одна з вулиць села.
В Луговому закладено парк, у центрі якого височіє пам'ятник Т. Г. Шевченка.

## Релігія
У селі розташована Каплиця Святого великомученика Димитрія Солунського ПЦУ.

## Особистість
- Головко Анатолій Олександрович (1975—2015) — старший солдат Збройних сил України, учасник російсько-української війни[4]